# Radio Cristal (Normandie)
Pour les articles homonymes, voir Radio Cristal et Cristal (homonymie).
Radio Cristal ou Cristal, est une station de radio française régionale musicale privée de catégorie B diffusée en Normandie.

## Historique

### De Cristal 27 à Cristal
Cristal 27 est née en 1982. Il s'agit alors d'une radio associative, n'émettant qu'à Évreux, dans l'Eure. Elle arrête d'émettre en 1988. 
La radio renaît à Vernon en 1992, à la suite du rachat de Val Top FM 88,8 (fréquence de Top FM à Mantes-la-Jolie) par l'ancien directeur antenne et technique de Cristal 27, Stéphane Guinot. Dès le début, la station appartient au journal le Démocrate Vernonnais. Elle diffuse sur Mantes-la-Jolie (88,8 MHz), Vernon (98,5) et aux Andelys (91,1).
En 1995, elle abandonne son programme local pour diffuser le programme Europe 2 à Mantes-la-Jolie (88,8 - "Cristal FM programme Europe 2") et la banque de programme de l'AFP sur les autres fréquences (Vernon et Les Andelys).
En 1998, elle renait sous le nom de Radio Cristal avec une nouvelle fréquence sur le 102,9 MHz à Évreux (ancienne fréquence de Radio Vallée de Seine). Cette fois le programme est local et les flashes d'information sont fournis par l'AFP. La station obtient également une deuxième fréquence sur Mantes-la-Jolie (le 101,7 précédemment occupé par la station départementale YFM) sur laquelle elle diffuse son propre programme, en plus du 88,8 qui continue de diffuser Europe 2 "Vallée de Seine". Des investissements au sein de la radio sont réalisés, tels que le système de diffusion MasterControl.

### Les années 2000: le rachat par Ouest-France
En 2002-2003, avec l'entrée du Démocrate vernonnais dans le giron de Ouest-France, ce dernier souhaite inclure la station dans son réseau Hit West, réseau plus breton que normand. Le CSA refusera ce schéma (pour défaut de continuité géographique entre les couvertures des deux stations) et la station continuera à émettre sous le nom de Radio Cristal, non sans mettre en place des synergies avec Hit West.
Fin 2008, dans le cadre du plan "FM 2006" qui permet le dégagement de nouvelles fréquences FM en France, la radio obtient deux nouvelles fréquences à Bernay (101,7) et  Rouen (90,6). C'est le retour d'une radio locale privée (catégorie B) dans la métropole normande depuis la disparition de Radio Vallée de Seine près de 15 ans auparavant.

### Un réseau qui s'étend
En décembre 2011, le groupe Précom reprend la radio Cocktail FM (basée à Deauville). Cocktail FM diffuse le programme de Radio Cristal  sur ses fréquences (Bernay, Caen, Falaise, Lisieux et Pont-Audemer) portant à 11 le nombre total de fréquences diffusant Cristal.

### Le Cristal Live
Le 27 juin 2012, la radio lance le premier Cristal Live. Un concert gratuit qui réunit des artistes diffusés sur Cristal. Le concert se déroule à Lisieux devant près de 10 000 personnes venues découvrir Tal (chanteuse), Irma (chanteuse), le Collectif Métissé, Merwan Rim, 1789 : Les Amants de la Bastille et Elisa Tovati.
Le 28 février 2022 Radio Cristal devient Sweet FM après que cette dernière noue un partenariat avec Ouest-France.

## Identité de la station

### Logos

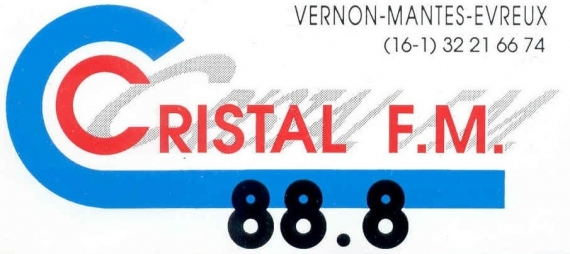
Logo en 1995
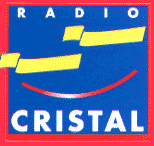
Logo en 1998
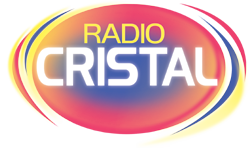
Logo de 2008 à 2014
Logo en 2014

### Slogans
- « La 1re hit radio en Normandie ! »[Quand ?]

- En 2020, le slogan entendu est : "Musicale, Familiale, Locale !"

### Environnement
Radio Cristal est membre des Indés Radios.

### Publicité
Régie Radio Régions est la régie publicitaire de Radio Cristal.

## Dirigeants
- Direction générale : Yann Oger
- Rédacteur en chef et responsable d'antenne : Samuel Grée

## Diffusion
| Ville/Commune     | Département    | Région    | Fréquence FM |
| ----------------- | -------------- | --------- | ------------ |
| Caen              | Calvados       | Normandie | 103.2        |
| Évreux            | Eure           | Normandie | 102.9        |
| Falaise           | Calvados       | Normandie | 89.2         |
| Les Andelys       | Eure           | Normandie | 91.1         |
| Pont-Audemer      | Eure           | Normandie | 99.2         |
| Lisieux           | Calvados       | Normandie | 92.2         |
| Rouen             | Seine-Maritime | Normandie | 90.6         |
| Verneuil-sur-Avre | Eure           | Normandie | 104.0        |
| Vernon            | Eure           | Normandie | 98.5         |

Depuis le mois d'octobre 2017, la station a arrêté sa diffusion à Bernay et Mantes-La-Jolie. Les fréquences sont attribuées à Évasion, dans le cadre d'un appel à candidatures.
Depuis septembre 2019 Radio Cristal diffuse sur le DAB+ (la radio numérique terrestre) au Havre sur le Bloc 10D (215.072 MHz).

## Audience
- En 2011, Cristal comptait 52 000 auditeurs par jour[6].